# چار لاکشمی‌پورا
چار لاکشمی‌پورا (به لاتین: Char Lakshmipura) یک روستا در بنگلادش است که در استان باریسال و در ناحیه باریسال واقع شده است.